# Дарина Такова
Дарина Такова е българска сопрано оперна певица и учител.

## Образование и първи стъпки
Дарина Такова е родена на 27 декември 1963 г. в София, където завършва своето образование в Национална музикална академия Панчо Владигеров, в класа на проф. Мати Пинкас и проф. Мила Дюлгерова. Такова е била член на Националната опера в продължението на шест сезона от 1989 г. През този период тя е изпълнявала представления във всички национални оперни къщи и концертни зали в България. Тя печели различни награди от престижни състезания-в Лисабон, София, Барселона, Тревизо и други.

## Кариера
През 1992 г. започва международна активна кариера на най-големите оперни сцени в света:Teatro alla Scala – Милано, Teatro dell’opera di Roma, Флоренция, Болоня, Торино, Верона, Палермо, Триесте, Неапол, Венеция, Парма, Бергамо, Амстердам, Карнеги Хол, Мюнхен, Берлин, Женева, Мадрид, Барселона, Лондон, Париж, Токио, Метрополитън опера в Ню Йорк и други.
През 1995 г. изпълнява главната роля в „Луиза Милър“ на Верди в Германия и Швейцария. След като пее в продукцията на The Golden Cockerel в Рим, тя участва в Римския летен фестивал като „Гилда“. В Женевския оперен театър пее в Арабела и Риголето. През 1998 г. Такова прави дебюта си в Theatro alla Scala като кралица на нощта с дирижиране на Рикардо Мюти. Следват представления в Ла Скала на Lucrezia Borgia на Donizetti. Допълнителни изяви в Италия през 1998 г. включват Lucia di Lammermoor във Флоренция и Violetta в Рим. В Лозана тя се появява в „Ariadne auf Naxos“. В Ковънт Гардън, Лондон изпълнява Виолета от Ла Травиата.
Дебютът ѝ в САЩ е през 1997 г., когато пее в Калифорния и Детройт. След това прави дебюта си в Метрополитън опера в Ню Йорк като Маргарита във „Фауст“.
Най-известните ѝ роли са Виолета от „Травиата“, „Семирамида“, „Лучия ди Ламермур“, Маргарита във „Фауст“ и много други.
Тя е работила с някои от най-добрите диригенти за времето си – Рикардо Мути, Алберто Зеда, , Виктор Пабло Перес и други.
Такова е пяла с такива интернационални оперни певци като Ренато Брузон, Мариела Девиа, Хуан Диего Флорес, Марко Берти, Микеле Петуси, Марсело Алварес, Руджеро Раймонди, Джузепе Сабатини, Бойко Цветанов и други.

## Учител и ментор
От 2007 г. Такова започва активно да преподава, като предлага майсторски класове и консултиране на млади оперни певци от България и чужбина. От 2013 г. Такова е наставник на Опероса.
През 2007 г. създава фондация „Дарина Такова“, която се намира в София, за да подпомага млади оперни таланти.